# Ritual
Ein Ritual (von lateinisch ritualis ‚den Ritus betreffend‘, rituell) ist eine nach vorgegebenen Regeln ablaufende, meist formelle und oft feierlich-festliche Handlung mit hohem Symbolgehalt. Sie wird häufig von bestimmten Wortformeln und festgelegten Gesten begleitet und kann religiöser oder weltlicher Art sein (zum Beispiel Gottesdienst, Begrüßung, Hochzeit, Begräbnis, Aufnahmefeier usw.). Ein festgelegtes Zeremoniell (Ordnung) von Ritualen oder rituellen Handlungen bezeichnet man als Ritus. Manche Rituale gelten als Kulturgut.

## Funktionen, Elemente und Formen des Rituals
Rituale sind ein Phänomen der Interaktion mit der Umwelt und lassen sich als geregelte Kommunikationsabläufe beschreiben (vgl. Walter Burkerts Definition des Rituals als kommunikative Handlung). Sie finden überwiegend im Bereich des menschlichen Miteinanders statt, wo rituelle Handlungsweisen durch gesellschaftliche Gepflogenheiten, Konventionen und Regeln bestimmt und in den unterschiedlichsten sozialen Kontexten praktiziert werden können (Begegnungen, Familienleben, Herrschaftsvollzüge, Veranstaltungen, Feste und Feiern, religiöse Kulte und Zeremonien usw.). Zugleich sind Rituale oder ritualisierte Handlungsweisen aber auch auf der Ebene des individuellen Verhaltens anzutreffen (persönliche Rituale, autistische Rituale, Zwangshandlungen).
Ein Ritual ist normalerweise kulturell eingebunden oder bedingt. Es bedient sich strukturierter Mittel, um die Bedeutung einer Handlung sichtbar oder nachvollziehbar zu machen oder über deren profane Alltagsbedeutung hinaus weisende Bedeutungs- oder Sinnzusammenhänge symbolisch darzustellen oder auf sie zu verweisen. Nach Carel van Schaik und Kai Michel sind die materiellen Ritualhandlungen meist abgewandelte Alltagstätigkeiten, die um Ernte und Ernährung, Tausch oder Feiern kreisen. Durch den gemeinschaftlichen Vollzug besitzen viele Rituale auch einheitsstiftenden und einbindenden Charakter und fördern den Gruppenzusammenhalt und die intersubjektive Verständigung.
Indem Rituale auf vorgefertigte Handlungsabläufe und altbekannte Symbole zurückgreifen, vermitteln sie Halt und Orientierung. Das Ritual vereinfacht die Bewältigung komplexer lebensweltlicher Situationen, indem es „durch Repetition hochaufgeladene, krisenhafte Ereignisse in routinierte Abläufe überführt“. So erleichtern Rituale den Umgang mit der Welt, das Treffen von Entscheidungen und die Kommunikation. Der Philosoph Christoph Türcke bezeichnet Rituale in diesem Zusammenhang als Wiederholungsstrukturen und spricht von „geronnener, sedimentierter Wiederholung“, die dem Menschen ein aufmerksames Begreifen der Welt erst ermöglicht. Das schließt nicht aus, dass Rituale ambivalent oder falsch gedeutet werden können.
Rituale ermöglichen darüber hinaus die symbolische Auseinandersetzung mit Grundfragen der menschlichen Existenz, etwa dem Bedürfnis nach zwischenmenschlicher Beziehung, dem Streben nach Sicherheit und Ordnung, dem Wissen um die eigene Sterblichkeit oder dem Glauben an eine transzendente Wirklichkeit (zum Beispiel durch Freundschaftsrituale, Staatsrituale, Begräbnisrituale, Grabbeigaben). Derartige Rituale sind daher Ausdruck der Conditio humana, des menschlichen Selbstbewusstseins, der symbolischen Verfasstheit menschlichen Handelns und nach Auffassung einiger anthropologischer Denker (etwa Helmuth Plessner) einer Art „Veranlagung“ (grob vereinfachend ausgedrückt) des Menschen zur Religiosität. In der rituellen Verehrung der Gottheit (insbesondere in der regelmäßig wiederholten Opferhandlung) verweisen Rituale auf das Bedürfnis des Menschen nach Wiederherstellung einer als gefährdet empfundenen existenziellen Welt- und Lebensordnung.
Neben der symbolischen Funktion haben Rituale auch instrumentell-pragmatische Funktionen, also zweckgerichteten Charakter (zum Beispiel Herrschafts-, Rechts-, Befriedungsrituale). In vormodernen Gesellschaften erfüllten sie viele Funktionen, die heute von spezialisierten Institutionen oder Organisationen erbracht werden. Die Legitimation durch soziale Verfahren ersetzt heute in vielen Bereichen das Ritual. Viele moderne Berufe bedienen sich solcher teils stark ritualisierter Kommunikationsformen und Verfahren.
Rituale können in Anlehnung an Karl Büchers Idee einer umfassenden Rhythmisierung der sozialen Arbeits- und Lebensformen insbesondere auch der zeitlichen Strukturierung von Lebensvollzügen dienen. Unterscheiden lassen sich demnach:
- tageszeitliche Alltagsrituale, die den Tagesablauf untergliedern (zum Beispiel das Weckritual, Pausenrituale usw.);
- zyklische Rituale, die einem wöchentlichen, monatlichen oder jährlichen Kalender folgen (zum Beispiel die Sonnenwendfeier, wiederkehrende Ruhe- und Gedenktage, Reise- und Ferien-Rituale usw.);
- Schwellenrituale, die den Übergang zwischen lebenszyklischen Phasen markieren (zum Beispiel Initiationsrituale bei Geburt, Mannbarkeit und Ähnliches, Hochzeitsrituale usw.);

Katholischer Gottesdienst in Riga: Gottesdienstliche Vollzüge sind generell stark von Ritualen geprägt (hier zum Beispiel Kniefall der Gläubigen, besondere Gewandungen der Mitwirkenden etc.). Die Kirche als Ritualgebäude ist besonders dafür ausgelegt (Beleuchtungseffekte, Einrichtung etc.).

Oft sind Rituale an Orte und Räume gebunden. Das Spektrum reicht von sakralen und öffentlichen Orten bis hin zu Sitzordnungen. Neben spezifischen Insignien, Kleidung und Sprache spielen beim Vollzug des Rituals auch bestimmte Bewegungsarten, nonverbale Signale, Gestik usw. eine Rolle. Während manche Rituale extrem formalisiert und in ihrem Ablauf determiniert sind, zeichnen sich andere durch größere Formoffenheit aus.
Rituale, die nur von „Eingeweihten“ verstanden oder praktiziert werden können, können auch der Ausgrenzung oder Beherrschung „Unwissender“ dienen. Von derlei elitären oder geheimnisvollen Ritualen besonders stark geprägt sind magische Riten und Kulte oder Geheimlehren. Auch die in vielen Kulturen praktizierten schamanistischen Rituale, die der Anrufung oder Beschwörung der Geister von Tieren, Pflanzen oder Verstorbenen dienen sollen, sind in der Regel nur ausgewählten Schamanen oder Heilern bekannt.
Werden Rituale durch entgegengesetzte Ritualhandlungen ausgelöscht oder aufgehoben, spricht man von Inversion (Umkehrung) des Rituals.
Das Menschenopfer und der Ritualmord sind Formen der rituellen Tötung eines Menschen.

## Ritualkritik
Manchmal verkehren sich die Wirkungen von Ritualen ins Negative, sie werden als abgegriffen, überholt, sinnentleert oder kontraproduktiv empfunden und daraufhin kritisch überprüft.
Frits Staal, der die 3000 Jahre alten vedischen Rituale erforschte und dokumentierte, bestreitet aufgrund seiner Forschungen die kulturelle oder soziale Bedeutung von Ritualen: Es seien keine symbolischen Handlungen, die sich auf etwas anderes beziehen als auf sich selbst: The only cultural values rituals transmit are rituals. Die Ausführenden des Rituals seien vollständig self-contained and self-absorbed, totally immersed in the proper execution of their complex tasks. Sie konzentrieren sich nur auf die komplizierten Regeln und die Korrektheit ihrer Handlungen (sogenannte Orthopraxie), auf die Rezitation nicht mehr verständlicher Texte oder den Gesang. All das sei ähnlich wie beim profanen Tanz. Schon indische Philosophen, die keine Effekte der vedischen Rituale erkennen konnten, postulierten, dass diese nur „unsichtbare Früchte“ mit posthumer Wirkung zeigten.
Allerdings schaffe die Ausführung von Ritualen zumindest Verbundenheit unter den Ausführenden oder ein Gefühl von Zugehörigkeit, auch wenn die einzelnen Ausführenden die Bedeutung nicht (mehr) kennen. Staal sieht in diesen Wirkungen des Rituals jedoch nur useful side-effects. Gerade der Konservatismus und die Rigidität, mit denen unverständliche Rituale überliefert werden und mit denen an ihnen festgehalten wird, spreche gegen ihre pragmatische Nützlichkeit.

## Religiöse Rituale
Rituale sind häufig im Bereich der Religion verankert (hierzu siehe ausführlicher: Religiöse Riten und Grundbegriffe der Religionssoziologie). Das religiöse Ritual hat dem schwedischen Religionswissenschaftler Geo Widengren zufolge eine enge Verbindung zum Mythos. Derartige Rituale fördern den Zusammenhalt religiöser Gruppen. So ergab die Auswertung von Daten über 83 US-amerikanische Religionsgemeinschaften aus dem 19. Jahrhundert, dass Religionsgemeinschaften desto langlebiger sind, je stärker sie von Ritualen und festen Verhaltensregeln bestimmt sind. Der Ritus ist die Mitte, das Herz der Religion. Für weltliche Gemeinschaften lässt sich ein solcher Zusammenhang angeblich nicht feststellen.
Religiöse Rituale spielen besonders in traditionellen Gesellschaften eine herausragende Rolle: Sie sollen den Menschen immer wieder bewusst machen, dass Abweichungen von der überlieferten Lebensweise keine Überlebenssicherheit bieten und daher nicht geduldet werden dürfen.

## Heilungsrituale
Heilungsrituale sind ein Bereich alternativmedizinischer Behandlungsmethoden, zu denen in vielen Kulturen Besessenheitskulte zur Heilung eines Patienten gehören, der nach dem Volksglauben von einem krankmachenden Geist befallen sein soll. Die Prozeduren des Potenzierungsverfahrens in der Homöopathie, das eine selektive Steigerung erwünschter Wirkungen behauptet, jedoch naturwissenschaftlichen Erkenntnissen und dem Grundprinzip der evidenzbasierten Medizin widersprechen, folgen einem streng festgelegten Ablauf und werden als „rituell“ bezeichnet. Demnach stellt sowohl die Herstellung als auch die tägliche Einnahme von Globuli eine alternativmedizinische Methode dar, bei der Rituale ein integraler Bestandteil sind. Heilungsrituale sind allgemein in der Naturheilkunde ein wesentlicher Faktor.
Die Arzt-Patient-Interaktion mit ihren festgelegten gegenseitigen Erwartungen, Rollen, Abläufen, Kulissen und Symbolen hat insgesamt ritualhaften Charakter, dessen Einfluss in der Placebo-Forschung erfasst wird.

## Sozialwissenschaftliche und psychologische Forschung und Praxis
Mit Ritualen beschäftigen sich eine Reihe von Sozialwissenschaften, unter anderen die Ethnologie, die Soziologie, die Psychologie, die Pädagogik, die Religionswissenschaft und die Politikwissenschaften. Die Geschichtsforschung widmet sich unter dem Begriff symbolische Kommunikation der systematischen historischen Ritualforschung. Ethnologisch sind beobachtbare Rituale vielfach ein Einstieg in die Erforschung von Stammeskulturen.
Soziologisch lassen sich Rituale in allen Gesellschaften beobachten. Beispielsweise ermöglichen Macht-, Unterwerfungs- oder Kampfrituale die Klärung oder Festigung sozialer Rangordnungen und vermeiden gleichzeitig verlustreiche physische Auseinandersetzungen innerhalb der Gruppe (vgl. Ritualisierung im Tierreich). Übergangsriten dienen der Regelung des Zugangs zu höheren Rang- oder Ansehensstufen innerhalb einer gesellschaftlichen Hierarchie. Dabei sind Rituale einem ständigen Wandel unterworfen. Sie erneuern sich und treten in veränderter Gestalt in die gewandelte gesellschaftliche Wirklichkeit. So lassen sich etwa moderne soziale Rituale in gesellschaftlichen Kontexten wie dem Sport, dem Personenkult, der Jugendkultur und der Werbung erkennen.
Im Geschlechterverhältnis spielen Rituale eine bedeutende Rolle. Übergangsriten sorgen für den Eintritt der Mädchen und Jungen in die Welt der Frauen und Männer und heben häufig die Unterschiede zwischen den Geschlechtern hervor. Für Mädchen gibt es – ausgenommen in matrilinearen Gesellschaften – signifikant weniger Rituale als für Jungen. Rituale und Ritualisierungen werden in der Genderforschung gemäß ihrer Handlungsorientierung im Konzept des Doing Gender besprochen. Ähnlich wie andere Soziale und Befreiungs-Bewegungen haben auch die Frauenbewegungen des 19. und 20. Jahrhunderts eigene, identitätsbestärkende Rituale entwickelt, beispielsweise für Aktionen und Frauenfeste.
Rituale sind kommunikative Handlungen innerhalb einer Gruppe, wobei die beteiligten Personen in der Regel Sender und Empfänger der dabei gesprochenen Texte sind (Autokommunikation).

### Rituale als Zwangshandlungen
Medizinisch relevant sind individuelle Zwangsrituale (Zwangshandlungen), die im Zusammenhang mit Zwangsstörungen von den Betroffenen gegen ihren Willen praktiziert werden. Sie dienen dazu, Angst und Anspannung (zumindest kurzfristig) abzubauen, die durch bedrohliche Zwangsgedanken und Zwangsimpulse ausgelöst werden. Die Zwangshandlungen können zu einer Art Zwangsritual ausgebaut werden, bei dem verschiedene Handlungen nacheinander in genau der gleichen Weise durchgeführt werden müssen. Glaubt der Betroffene, einen Fehler gemacht zu haben, muss das Ritual meist von Anfang an wiederholt werden.

### Rituale in der Psychotherapie
Auch in der Psychotherapie spielen Rituale eine wichtige Rolle. Sie sind in sozialen, partnerschaftlichen und familiären Beziehungen von großer Bedeutung und fördern und stabilisieren Bindungen, Gemeinsamkeiten, Harmonie, Kommunikation und Intimität. Mit ihrer Hilfe können Ordnungen wiederhergestellt werden, wo sie nicht mehr als Struktur vorhanden sind. Auch die struktur- und bedeutungsstiftende Kraft von Ritualen für den sozialen Zusammenhalt von Gruppen soll im therapeutischen Raum nutzbar gemacht werden. Auf symbolische Weise wird der Kern der Gesamtproblematik herausgearbeitet. Rituale und symbolische Handlungen (zum Beispiel eine Versöhnungsgeste) unterstützen den Therapieerfolg etwa in der Familientherapie und können einen bindungsverstärkenden Einfluss in der Paarbeziehung ausüben.

### Rituale in der vorschulischen Pädagogik
Rituale haben im komplexen System verschiedener sozialer Interaktionen in der Kinderkrippe oder im Kindergarten die Funktion, dem jungen Kind Sicherheit und Geborgenheit zu vermitteln. Es ermöglicht dem Kind das Gefühl, einen Teil des pädagogischen Alltags selbst aktiv mitgestalten und kontrollieren zu können. Rituale strukturieren den Tagesablauf im normalen Alltag.
Beispiele können sein
- Tischspruch oder Tischgebet vor der Mahlzeit: wenn eine Handlung (Beginn der Mahlzeit) mit einem Ritual verknüpft ist, erleichtert es Kindern, mit dem gemeinsamen Beginn zu warten, bis alle Kinder am Tisch sitzen und mit dem Tischspruch begonnen werden kann
- verschiedene eingeübte Rituale während einer Kindergeburtstagsfeier unterstützen die Bereitschaft zur Teilnahme
- Zähneputzen, Händewaschen und andere ritualisierte Handlungen fördern, dass Hygienemaßnahmen nicht vergessen werden
- Pädagogische Programmelemente wie Vorlesen, Fingerspiele oder Singen zum Beispiel während des Stuhlkreises oder zu anderen festgelegten Anlässen können ebenfalls ritualisiert erfolgen und fördern das Geborgenheitsgefühl

Je kleiner die Kinder sind, desto wichtiger ist dieser äußere Rahmen einer Programmgestaltung, da Kinder im Vorschulalter den Sinn von Regeln noch nicht begreifen und verinnerlichen können.

### Rituale in der Schulpädagogik
Früher waren Rituale im Schulalltag gang und gäbe (zum Beispiel Aufstehen, wenn der Lehrer den Klassenraum betritt; Morgengebet). Zunehmend wird auch in der neueren Schulpädagogik, insbesondere in der Grundschule, bewusst mit Ritualen gearbeitet, um den Unterricht zu strukturieren und lebendiger zu machen. Die Einsatzmöglichkeiten von Ritualen in der Schule sind sehr vielfältig. Im Sinne eines effektiven Klassenmanagements bieten sie vielfältige Möglichkeiten, um die aktuellen Lehr- und Lernprozesse reibungsloser und angenehmer ablaufen zu lassen. Man unterscheidet Rituale zum Unterrichtsanfang, Ruherituale, fachbezogene Rituale, konflikthemmende Rituale, Feedbackrituale und Abschlussrituale. Rituale schaffen jedoch auch „kalkulierbare Verhaltenserwartungen für Lehrer und Schüler, sie dienen der Demonstration der Macht der Institution, aber auch der Kanalisierung der Triebpotentiale des Lehrers und der Formierung und Unterdrückung der Interessen, Phantasien und motorischen Bedürfnisse der Schüler“.

### Rituale in der Politik
Auch in der Politik spielen Rituale von jeher eine bedeutende Rolle. In jüngerer Zeit sind besonders die inszenierten Rituale der Weltanschauungsdiktaturen des 20. Jahrhunderts aufgefallen: die Moskauer Paraden zum 1. Mai, der „Römische Gruß“ der italienischen Faschisten, die „Fahnenweihen“ der Nazis am 9. November und viele andere mehr. Der US-amerikanische Politologe Murray Edelman (1919–2001) hat in seinem Buch Politik als Ritual, einem Klassiker der politischen Kommunikationsforschung, den Standpunkt zur Geltung gebracht, dass auch moderne Demokratien Rituale zu propagandistischen Zwecken einsetzen. Er geht dabei insbesondere auf den „mythisierenden“ Gebrauch von Ritualen ein, also den Ersatz des eigentlich notwendigen oder verlangten politischen Handelns durch ritualisierte (Schein-)Maßnahmen und Debatten, die nur den Eindruck erwecken, dass etwas geschieht, obwohl die zugrunde liegenden Probleme in Wirklichkeit ungelöst bleiben. So können Wähler durch „bloß symbolische“ Rituale (im Sinne öffentlichkeitswirksamer Auftritte, Ankündigungen und Scheinhandlungen) gewonnen oder überzeugt werden, auch wenn die tatsächliche Politik ihren Interessen rein sachlich betrachtet nicht oder zumindest nicht in dem angenommenen Maße dient. Die starke Abhängigkeit politischen Handelns in demokratischen Systemen von der Öffentlichkeitswirkung begünstigt diese Entwicklung. Das „Ritual“ in Edelmans Definition wird auf diese Weise zu einer Art „Selbstzweck“ der Politik.

### Rituale und Massenmedien
Gregor Goethals vertritt die Ansicht, dass es sich beim Fernsehen um eine Art Ritualisierung handelt. Nach Jean Baudrillard hat das Fernsehen die Rolle übernommen, die Wirklichkeit zu „inszenieren“ und ein Regime der „Simulation“ zu etablieren. Insbesondere Nachrichten seien nicht mehr die wahrhaftigen Widerspiegelungen der Ereignisse, sondern nach publikumswirksamen und dramaturgischen Gesichtspunkten zusammengestellte und inszenierte Darstellungen.
Einige Publizistik- und Medienwissenschaftler sehen nicht nur die Ritualisierung im Fernsehen, sondern auch eine Auswirkung des Fernsehens und der übrigen Massenmedien auf den Alltag: „Wenn um 20 Uhr der Gong ertönt, beginnt keine Sendung, sondern ein Ritual, denn die Tagesschau ist eine Institution, fester betoniert als der arbeitsfreie Sonntag.“ Solche geregelten Wiederholungen synchronisieren die Lebenszeit des Menschen (etwa das Abendessen nach der täglichen Tagesschau).